# 世俗的ヒューマニズム
世俗的ヒューマニズム（英語: secular humanism、世俗的人本主義）は、超自然性の存在を否定し理性・倫理・正義を信奉するヒューマニズム思想の一種で、神などこの世を超越した存在への信仰を要さずとも人はニヒリズムに陥らず道徳的たりえるとする立場の総称。キリスト教的ヒューマニズムと区別するために20世紀初頭に生まれた。
世俗的ヒューマニズムでは、盲目的な信仰・教条主義・啓示・宗教的道徳の代わりに科学的手法による真実の探求が奨励され、「科学的ヒューマニズム」（英語: scientific humanism）とも呼ばれる。主に無神論者・不可知論者・経験主義者・合理主義者・客観主義者・懐疑主義者・唯物論者、そして一部の仏教徒・儒教徒などに支持されている。

## 著名な世俗的ヒューマニスト
- アイザック・アシモフ
- アーサー・C・クラーク
- リチャード・ドーキンス
- E・M・フォースター
- トーマス・ジェファーソン
- バートランド・ラッセル
- カール・セーガン
- カート・ヴォネガット
- フィリップ・プルマン
- ピーター・シンガー
- E・O・ウィルソン
- ダニエル・デネット
- ノーム・チョムスキー
- ジョン・レノン
- ジェームズ・ワトソン
- マイケル・シャーマー
- ジュリアン・ハクスリー
- サルマン・ラシュディ